# Suur-Urv
Suur-Urv ist eine unbewohnte Insel, 400 Meter von der größten estnischen Insel Saaremaa entfernt. Die Insel liegt in der Landgemeinde Saaremaa im Kreis Saare. Sie gehört zum Nationalpark Vilsandi.
Suur-Urv bildet mit der nördlichen Insel Väike-Urv ein Inselpaar. Suur-Urv ist 110 Meter lang und 70 Meter breit.